# Aristeropora
Aristeropora es un género de foraminífero bentónico considerado como nomen nudum e invalidado, aunque también considerado un sinónimo posterior de Anomalina de la Familia Alfredinidae, de la Superfamilia Asterigerinoidea, del Suborden Rotaliina y del Orden Rotaliida., el cual fue considerado un género inválido, aceptándose como sustituto el género Epistomaroides. Su rango cronoestratigráfico abarcaba el Holoceno.e

## Discusión
Clasificaciones previas incluían Aristeropora en la Familia Anomalinidae y en la Superfamilia Chilostomelloidea.

## Clasificación
Aristeropora incluye a las siguientes especies:
- Aristeropora graeca
- Aristeropora micropora
- Aristeropora pelagica
- Aristeropora platytetras
- Aristeropora stichopora